# Surebet
El surebet (de inglés: apuesta segura) conocido también como arbitraje, consiste en apostar en todos los posibles resultados de un evento y ganar en cualquier caso, aprovechando las diferentes cotizaciones en distintas casas de apuestas.

## Fondo
Las apuestas de arbitraje involucran sumas de dinero relativamente grandes, dado que el 98 % de las oportunidades de arbitraje devuelven menos del 1,2 %. La práctica suele ser detectada rápidamente por los corredores de apuestas, que suelen tener una opinión desfavorable de ella, y en el pasado esto podía dar lugar a la cancelación de la mitad de una apuesta de arbitraje, o incluso al cierre de la cuenta del apostante.
Una manera rápida de calcularlo en, por ejemplo, un partido de fútbol es dividir 10 (o cualquier cifra, ésta es la cantidad total, "arriesgando" una cantidad cercana) entre lo que se pague por cada uno de los resultados y sumarlos, si da menos de 10, es una apuesta segura. El resultado que se da para cada signo es la cantidad que se debe introducir, por ejemplo: 10/cotización de 1 +10/cotización de la X + 10 entre cotización del 2.
Existen diferentes tipos de software que detectas surebets en diferentes casas a nivel mundial.
También hay academias que se especializan en este proceso y explican cómo se realizan y cómo utilizar los software.